# Local Access and Transport Area
Local Access and Transport Area (z (ang.): obszar dostępu lokalnego i transportu), w skrócie LATA – określenie stosowane w systemie telekomunikacynym Stanów Zjednoczonych, oznaczające określony obszar geograficzny kraju, wraz z przypisanym mu 3-cyfrowym kodem liczbowym, tzw. kodem LATA.